# Acquavite di ginepro trentina
Il Ginepro (acquavite di ginepro), o Gin distillato è un distillato ottenuto dalla fermentazione delle bacche di ginepro. La provincia di Trento lo ha fatto riconoscere dal ministero come uno dei prodotti tradizionali.

## Caratteristiche
Il bacche vengono raccolte ad altitudine di circa 2.500 metri, dove il ginepro si presenta con una sottospecie nana.
La produzione avviene a bagnomaria direttamente da tale fermentato e non da una ridistillazione di alcol aromatizzato dalla infusione di bacche del tradizionale gin.
Il distillato viene conservato in contenitori di vetro per almeno un anno. La produzione è caratteristica della Valle Rendena. 